# Kemwer
Kemwer (auch Kem-wer) war die Bezeichnung einer altägyptischen Totengottheit mit Namensbezug zu den Bitterseen oder dem Timsahsee sowie zu der am Ausgang der Region Tjeku gelegenen gleichnamigen Festung. Außerdem war Kemwer der Name des nordöstlich von Banha gelegenen Ruinenhügels Tell Atrib (griechisch Athribis).

## Hintergrund
Die Totengottheit Kemwer wird bereits im Alten Reich in den Pyramidentexten als Verkörperung des Verstorbenen erwähnt, dessen Gleichsetzung bis in die Saïtenzeit beibehalten wurde.
Im Mittleren Reich wurde der Verstorbene im Zusammenhang der Totengottheit Kemwer mythologisch als das Wasser (mw), die Erde (t3), die Bitterseen (km-wr) und als großer Stier (k3-wr) bezeichnet.